# Llacuna de Mesolongi

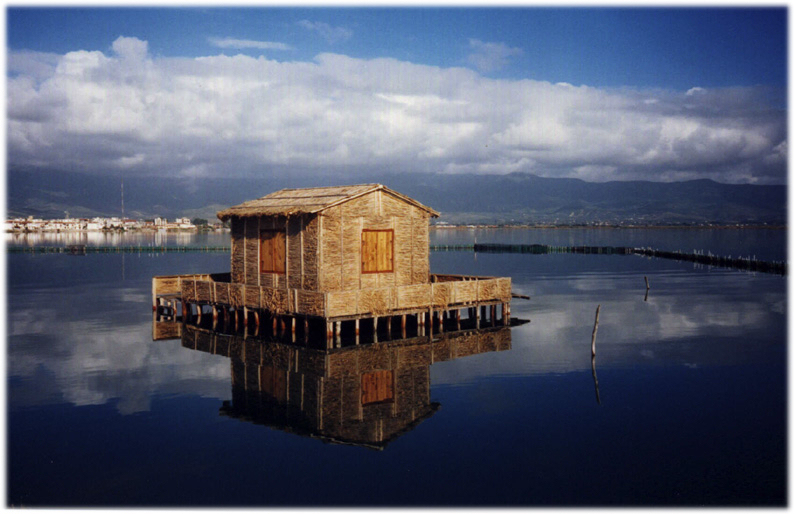
Casa palafítica tradicional a la llacuna de Mesolongi (Grècia Occidental)

La llacuna de Mesolongi (grec modern: Λιμνοθάλασσα Μεσολογγίου, Limnothàlassa Mesolongiü) és una llacuna soma situada al sud d'Etòlia-Acarnània (Grècia). Està connectada al golf de Patres, una badia de la mar Jònica. Mesura entre 15 i 20 quilòmetres de llargada i té forma de triangle.
Té una profunditat màxima d'entre cinc i sis metres, però la majoria de la llacuna no passa de mig metre de fondària. Hi viuen peixos i algues. La llacuna està envoltada per una sèrie d'illes. A prop de la costa, només té una profunditat de 10 cm i és una zona més aviat pantanosa. Estrabó li donà el nom de «Κυνία» (Kinia).
La llacuna d'Etolikó es troba una mica més al nord.